# Saint-Michel (Québec)
Ne doit pas être confondu avec Saint-Michel (Montréal) ou Saint-Michel-de-Bellechasse.
Pour les articles homonymes, voir Saint-Michel.
Saint-Michel est une municipalité canadienne du Québec, chef-lieu de la MRC des Jardins-de-Napierville, dans la région de la Montérégie.

## Toponymie
Le territoire de Saint-Michel, avant l'érection canonique et civile en 1853, était reconnu sous le nom de La Pigeonnière, dérivé de l'anthroponyme Pigeon. Saint Michel est reconnu comme étant un archange expliquant ainsi pourquoi la paroisse prit d'abord le nom de Saint-Michel-Archange lors de son détachement des paroisses de Saint-Édouard, de Saint-Georges et de Saint-Rémi-de-LaSalle.
La municipalité est aussi connue sous le nom de Saint-Michel-de-Napierville pour éviter toute confusion avec un autre Saint-Michel situé dans la région de Bellechasse.

## Histoire
Le 10 décembre 2011, la municipalité de paroisse de Saint-Michel change de statut pour celui de municipalité.

## Géographie
La route 221 traverse le nord de la municipalité d'est en ouest.
L'aérodrome de Saint-Michel-de-Napierville (en) (CMN3) est situé au sud.

## Démographie
| 1991  | 1996  | 2001  | 2006  | 2011  | 2016  | 2021  |
| ----- | ----- | ----- | ----- | ----- | ----- | ----- |
| 2 113 | 2 451 | 2 532 | 2 637 | 2 884 | 3 186 | 3 521 |

## Administration

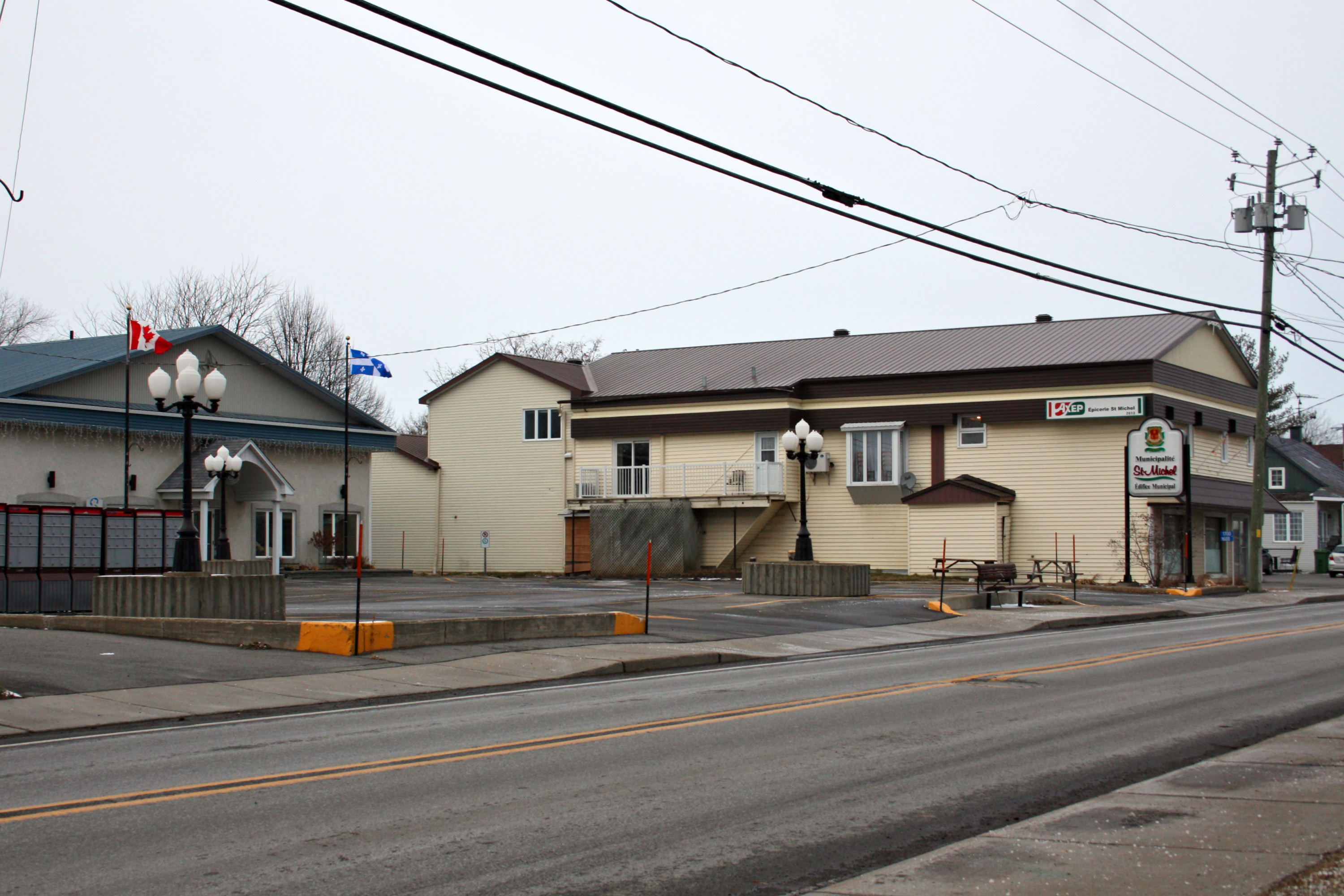
Hôtel de ville

Les élections municipales se font en bloc et suivant un découpage de six districts.
| Saint-Michel Maires depuis 2001                                                                                      |                         |         |          |
| Élection | Maire                   | Qualité | Résultat |
| 2001 | Marcel Roy              |         | Voir     |
| 2005 | Michel Lussier          |         | Voir     |
| 2009 | Pierre Raymond Cloutier |         | Voir     |
| 2013 | Jean-Guy Hamelin        |         | Voir     |
| 2017 | Jean-Guy Hamelin        | Voir    |          |
| 2021 | Jean-Guy Hamelin        | Voir    |          |
| Élection partielle en italique Depuis 2005, les élections sont simultanées dans toutes les municipalités québécoises |                         |         |          |